# Elnaz Seyedi
Elnaz Seyedi, auch Elnaz Seyedi Kourayim, (* 1982 in Teheran) ist eine iranische Komponistin.

## Studium
Seyedi studierte von 2000 bis 2005 das Fach Informatik an der Islamischen Azad-Universität ihrer Heimatstadt. Von 2007 bis 2014 studierte sie an der Hochschule für Künste Bremen bei Younghi Pagh-Paan, Jörg Birkenkötter und Kilian Schwoon Komposition. Bei Günter Steinke schloss sich von 2014 bis 2017 ein Masterstudium an der Folkwang Universität der Künste Essen an. Zudem studierte sie bei Johannes Caspar Walter an der Musik-Akademie Basel und bei Michael Reudenbach an der Hochschule für Musik und Darstellende Kunst Frankfurt am Main.

## Kompositorisches Schaffen
In Seyedi Schaffen finden sich „Einflüsse von Literatur, Architektur oder der bildenden Kunst wie von ihrem Informatikstudium“. Zahlreiche ihrer Werke entstanden aus spartenübergreifenden Kooperationen. Aus der Zusammenarbeit mit der Lyrikerin Anja Kampmann ging ihr 2023 bei den Donaueschinger Musiktagen uraufgeführtes Stück Dunst – als käme alles zurück für 2 Stimmen, Trompete, Posaune, 2 Schlagzeuger, E-Gitarre, Klavier und Violoncello hervor. Seyedi sucht mit ihrer Musik „Verbindungen zu verschiedenen Kunstformen, zur Philosophie und zur Kultur ihrer Heimat Iran“. Zu dem Projekt Pythagorean Triple (2020), einer „mathematisch-akusmatischen Spurensuche“, vorgeführt in der Alten Feuerwache Köln, trug sie das Stück 2910 (2019) für Harfe, Kontrabass und Schlagzeug bei. Das Thema „Hören mit Helmholtz“, ein interdisziplinäres Seminarprojekt zu Helmholtz’ Musikästhetik, durchgeführt von den Heidelberger Seminaren für Philosophie (Philipp Brüllmann) und für Musikwissenschaft (Christiane Wiesenfeldt), ist der Kontext, in dem ihr Werk witnessing… – aushalten (2024) entstand. Für die Bundeswerkstatt „Jugend komponiert“ arbeitete sie 2024 in einer Kompositionswerkstatt als Dozentin mit. Mehrfach kooperierte sie mit dem iranischen Komponisten Ehsan Khatibi. Der Einsatz von Licht als kompositorischem Mittel prägte bereits ihre 2020 für das Nationaltheater Mannheim entstandene Kollektivkomposition zu Albert Camus’ Der Fremde und er wurde auch ein wesentlicher Faktor für PS: and the trees will ask the wind (2020) für Paetzoldflöte, Violine, Objekte, Audio- und Videozuspielung, das in einer überarbeiteten Version von 2023 eine Bassflöte statt der Paetzoldflöte vorsieht. Zu der Bespielung des Deutschen Pavillons auf der Biennale di Venezia 2019 durch die Installationskünstlerin Natascha Sadr Haghighian steuerte Seyedi die elektronische Klanginstallation awakening bei. Seyedi arbeitete an Sound Moving Sources mit, einem zweijährigen Projekt zur künstlerischen Forschung am Institut für Computermusik und Soundtechnologie der Zürcher Hochschule der Künste (2021–2022). Untersucht wurden dabei „die Möglichkeiten, wie ein Lautsprecher sich im Raum bewegen kann, um im Zusammenspiel mit Musikern variable Klangräume zu etablieren.“

## Stipendien und Preise
- 2011–2017 Stipendium der Friedrich-Ebert-Stiftung
- 2016 DAAD-Jahresstipendium im Fachbereich Musik
- 2017 Preisträgerin des Kompositionswettbewerbs Phoenix Trabant in Basel[15]
- 2017 Bernd-Alois-Zimmermann-Stipendium der Stadt Köln
- 2018/19 Stipendiatin der internationalen Ensemble Modern Akademie (IEMA) in Frankfurt am Main[16]
- 2020 Aufenthaltsstipendium der Bartels Fondation im Kleinen Markgräflerhof in Basel
- 2020/21 Composer in Residence an der Oper Dortmund[4]
- 2021 Aufenthaltsstipendium im Künstlerhof Schreyahn
- 2021 2. Preis beim Kompositionswettbewerb zu Albert Camus’ Der Fremde, Nationaltheater Mannheim (mit Ehsan Khatibi und Johannes Abel)
- 2022 Berlin-Stipendium der Jungen Akademie der Akademie der Künste (Berlin)[17]
- 2023 Aufenthaltsstipendium im Künstlerhaus Otte in Eckernförde[18]
- 2025 Artist in Residence in der Münchner Villa Waldberta
- 2025 Aufenthaltsstipendium des Deutschen Studienzentrums in Venedig
- 2025 70. Kompositionspreis der Landeshauptstadt Stuttgart[19]

## Werke
- Werkverzeichnis auf der Homepage der Komponistin
- Werkverzeichnis auf der Seite des Verlags Edition Juliane Klein (mit Detailinformationen zu Uraufführungen, Besetzungen und mit exemplarischen Partiturseiten)

### Solowerke
- Im Wind voller Weltraum für Oboe, Elektronik (2010)
- Fields of Time für Klavier (2018)
- sahar für Horn (2020)
- Glasfluss für Schlagzeug (2022)
- The Scream – before a very long silence für Klarinette (2022)

### Kammermusik
- 900 Pusteblumen an Y. für Altflöte, Bassklarinette, Harfe, Violoncello, Schlagzeug (2011)
- Looking back/forward für 2 „BlockflötistInnen im Raum“ (2014/17)
- Fragmente einer Erinnerung für Flöte, Klarinette, Klavier, Schlagzeug, Violine, Violoncello (2015)
- a very close look from far away für Gitarre, Violoncello, Video (2016)
- Postkarte – Moorlandschaft mit Regenbogen für Flöte, Klarinette, Violoncello, Klavier (2016)
- durchsichtig, verzweigt für 3 Violoncelli und Pedal Steel Guitar (2016)
- Monolog für Posaune, Arciorgano (2017)
- Sense of a possibility für Harfe, Violoncello (2017)
- Nach neuen Meeren für Klarinette, Akkordeon (2018)
- Fields of Time – 2nd Field für Sopransaxophon, Klavier, Schlagzeug (2018)
- fragmente über/unter druck für Streichquartett (2018/19)
- 2910 für Harfe, Kontrabass, Schlagzeug (2019)
- 3 audible landscapes für Posaune, Schlagzeug (2019/20)
- a sun of one's own für Bassklarinette, Fagott, Horn, Violine, Viola, Violoncello, Kontrabass (2019/2022)
- PS: and the trees will ask the wind – in Zusammenarbeit mit Ehsan Khatibi für Paetzoldflöte, Violine, Objekte, Audio- und Videozuspielung (2020)
- fragments inside für Flöte, Klarinette, Horn, Klavier, Viola, Kontrabass, 4 Harry Partch’s Canons (2020)
- String Quartet Nr. 2 – (un)frightened für Streichquartett (2020)
- Felsen - unerklärlich. für 8 Trompeten (2020)
- A sun of one's own – Epilogue für Fagott, Violoncello (2020)
- PS: and the trees will ask the wind – Version für Bassflöte, Violine, Objekte und Video (2020/23)
- absolute snow für Klarinette, Horn, Violoncello (2021)
- a sun of one's own – recentered für Bassklarinette, Fagott, Horn in F, Violine, Viola, Violoncello, Kontrabass (2021)
- OSJA für Trompete, Posaune, 2 Schlagzeuger, E-Gitarre, Klavier, Violoncello (2021)
- nun die schwer kriechende Welle der Zeit für 2 Klaviere (2022)
- Nebenweg für E-Gitarre, Violine (2022)
- Fließende Räume für Violine, Violoncello, Klavier, Zuspielung (2022)
- Sieben Verse aus Ton für Violoncello und Violoncello piccolo (2022)
- dazwischen als statischer Sonderfall für Flöte, Oboe, Klarinette, Klavier, Violine, Violoncello (2022)
- Glasfluss – Version für Harfe und Schlagzeug für Harfe, Schlagzeug (2023)
- Dunst – als käme alles zurück – auf einen Text von Anja Kampmann für Sprecherin, Stimme, Ensemble (Trompete, Posaune, 2 Schlagzeuge, E-Gitarre, Klavier, Violoncello) (2023)
- Felsen – sahar für 8 Hörner (2024)

### Ensemble
- Seelenlandschaften für Ensemble (Violine, Viola, 3 Violoncelli, 2 Kontrabässe, 2 Posaunen, 2 Schlagzeuger) (2012/13)
- zwischen[t]räume für Oboe, Klarinette, Fagott, Trompete, Horn, Posaune, Klavier, Schlagzeug, Violine, Viola, Kontrabass (2016)
- Detaillierter Blick für Flöte, Oboe, Klarinette, Kontraforte, Horn, Trompete, Posaune, Klavier, 2 Violinen, Viola, Violoncello, Kontrabass (2016/17)
- frames II für Ensemble (Flöte, Oboe, Klarinette, Fagott, Horn, Trompete, Posaune, Schlagzeug (2 Spieler), Klavier, Violine, Viola, Violoncello, Kontrabass) (2019)
- frames I für Ensemble (Flöte, Oboe, Klarinette, Fagott, Saxophon, Horn, Trompete, Posaune, Tuba, 2 Schlagzeuger, E-Gitarre, Klavier, Kontrabass) (2019)
- Reigen – Urbane Klangräume Nr. 2 für Ensemble (Fl, Klar, Sax, Fg, Hr, Trp, Pos, Schlgz, Klav, Akk, 2 Vl, Vla, Vc, Kb) (2022)

### Orchester
- a mark of our breath für Orchester (2-0-2-2, 2-2-2-0, Pk, 2 Schlgz, Streicher: 6-6-4-3-2) (2021)

### Vokalmusik
- Nachtlied für 5 Stimmen, Klarinette, Schlagzeug (2009/12)
- Behind the Seas für Sopran/Mezzosopran, Bassflöte, Klavier (2017)
- Dunst – als käme alles zurück – auf einen Text von Anja Kampmann für Sprecherin, Stimme, Ensemble (Trompete, Posaune, 2 Schlagzeuge, E-Gitarre, Klavier, Violoncello) (2023)
- Die Zeiten – Versuch über das Paradies für Bariton, Klavier (2023)
- die Stimmen, die mich denken – ein gewöhnliches hysterisches Solostück für Gesang (Sopran), Live-Elektronik (2024)

### Elektronik
- awakening – in Zusammenarbeit mit Natascha Süder Happelmann für elektronische Klanginstallation (2018/19)